# Hospital del Salvador (Santiago de Chile)
El Hospital del Salvador es un recinto hospitalario de carácter público ubicado en la comuna de Providencia, Santiago, Chile. Forma parte de la red asistencial del Servicio de Salud Metropolitano Oriente.

## Historia

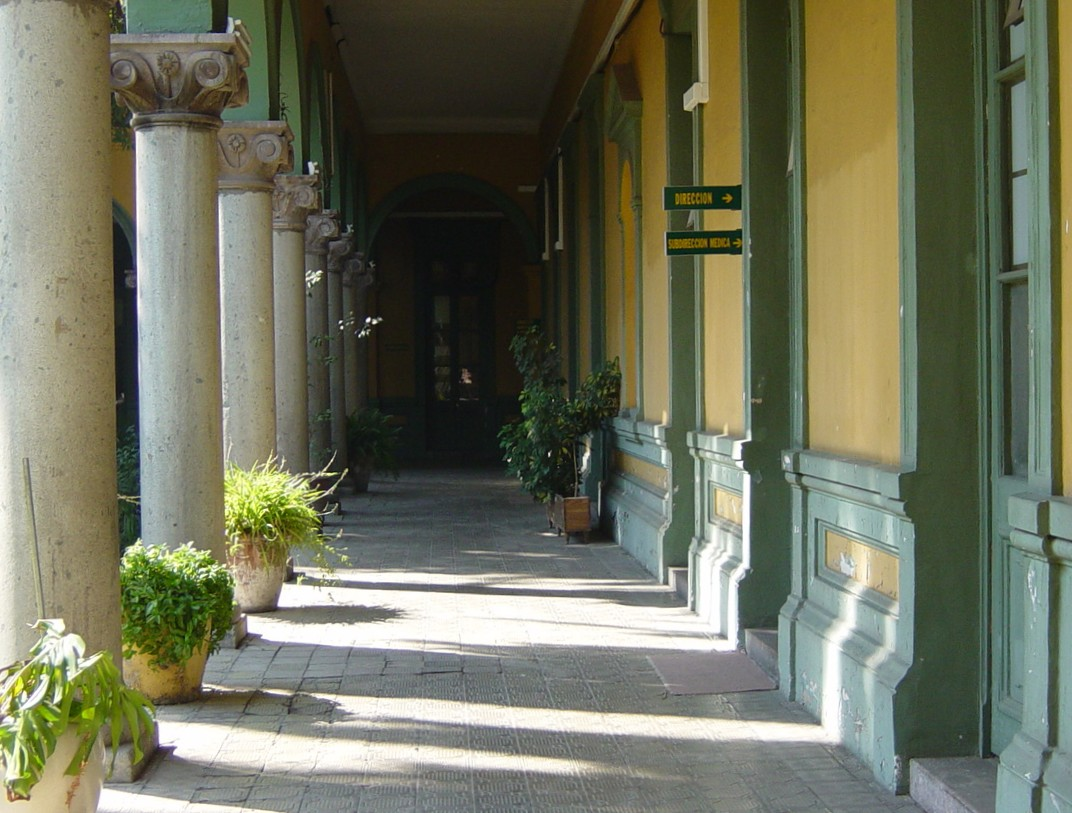
Pasillo del Hospital del Salvador.

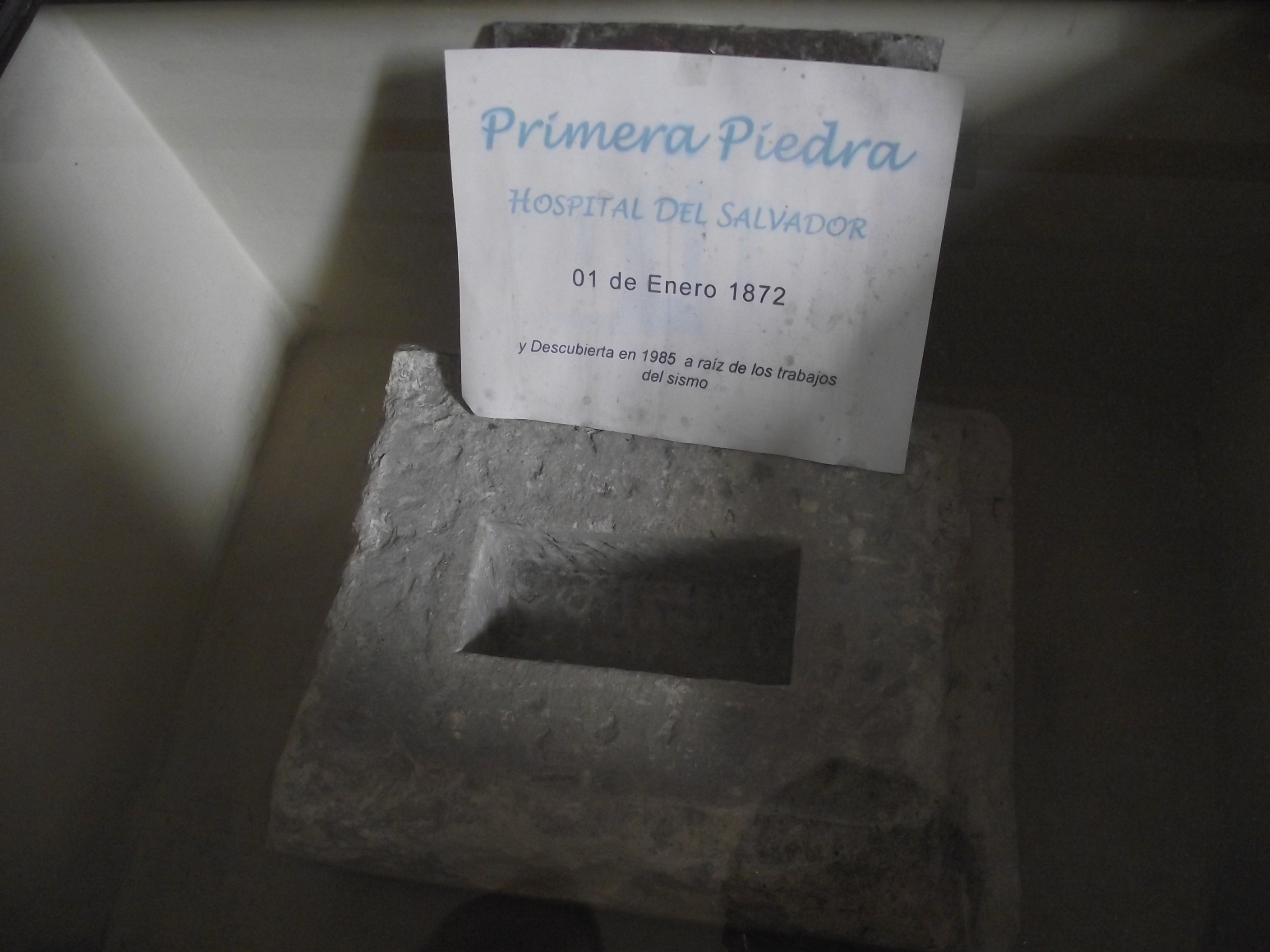
Primera piedra.

Hasta el año 1870 la ciudad de Santiago contaba solo con tres recintos hospitalarios: San Francisco de Borja, San Juan de Dios y Hospital Militar de San Rafael.
La población de Santiago había sido afectada por varias epidemias, entre ellas la viruela en los años 1868, 1872, 1876, 1880 y 1886. Dados estos antecedentes el ministro de Justicia, Culto e Instrucción Pública, Abdón Cifuentes convoca a una reunión el 31 de octubre de 1871 que incluyó a miembros de la Facultad de Medicina de la Universidad de Chile con la idea de instalar nuevos recintos hospitalarios o lazaretos. Como resultado se decide la solicitar a la Junta de Beneficencia compuesta por los vecinos más ricos de la ciudad, los montos recolectados permitieron la construcción de dos recintos hospitalarios: Hospital San Vicente de Paul y Hospital Salvador.
El 18 de diciembre de 1871, una comisión formada por el intendente de la provincia de Santiago, Benjamín Vicuña Mackenna, el director de la Facultad de Medicina de la Universidad de Chile, José Joaquín Aguirre, el diputado Ramón Barros Luco y el banquero Domingo Matte, deciden adquirir un predio que pertenecía a los padres de La Merced, llamada "Chacra Barraínca" o conocida también como "Chacra San Ramón", con una extensión de ocho y media cuadras cuadradas por un valor de 20 mil pesos oro, ubicada en los actuales terrenos que ocupa el hospital del Salvador. Esta propiedad colindaba por el norte con una propiedad de Diego Infante y calle de por medio con los Tajamares del Mapocho, por el oriente con otra propiedad de Diego Infante y con el Callejón de Azola de por medio (actual calle José Miguel Infante) y las propiedades de las señoras Azolas y de José Victorino Lastarria, por el sur con una pared de por medio con un predio de la Sra. Isidora Barraínca y por el poniente con el callejón Barraínca (actual avenida Salvador) de por medio y las propiedades de las señoras Rosalía e Isidora Barraíncas y con las propiedades de don Ramón y Juana de Dios Barraínca. La propiedad fue adquirida a nombre del Fisco por Domingo Matte y traspasadas a propiedad del Hospital Salvador el 8 de mayo de 1931 por la Ley N°154.
Fue fundado el 7 de diciembre de 1871 como consecuencia de la preocupación del gobierno de Federico Errázuriz Zañartu por la gran mortalidad provocada por diversas epidemias que afectaban a la ciudad de Santiago.
El 1 de enero de 1872 se colocó la primera piedra con la presencia del presidente Errázuriz y el intendente Vicuña Mackenna, en antiguos terrenos del Convento de la Merced, sin embargo, su construcción fue postergada debido a problemas económicos y a la guerra del Pacífico.

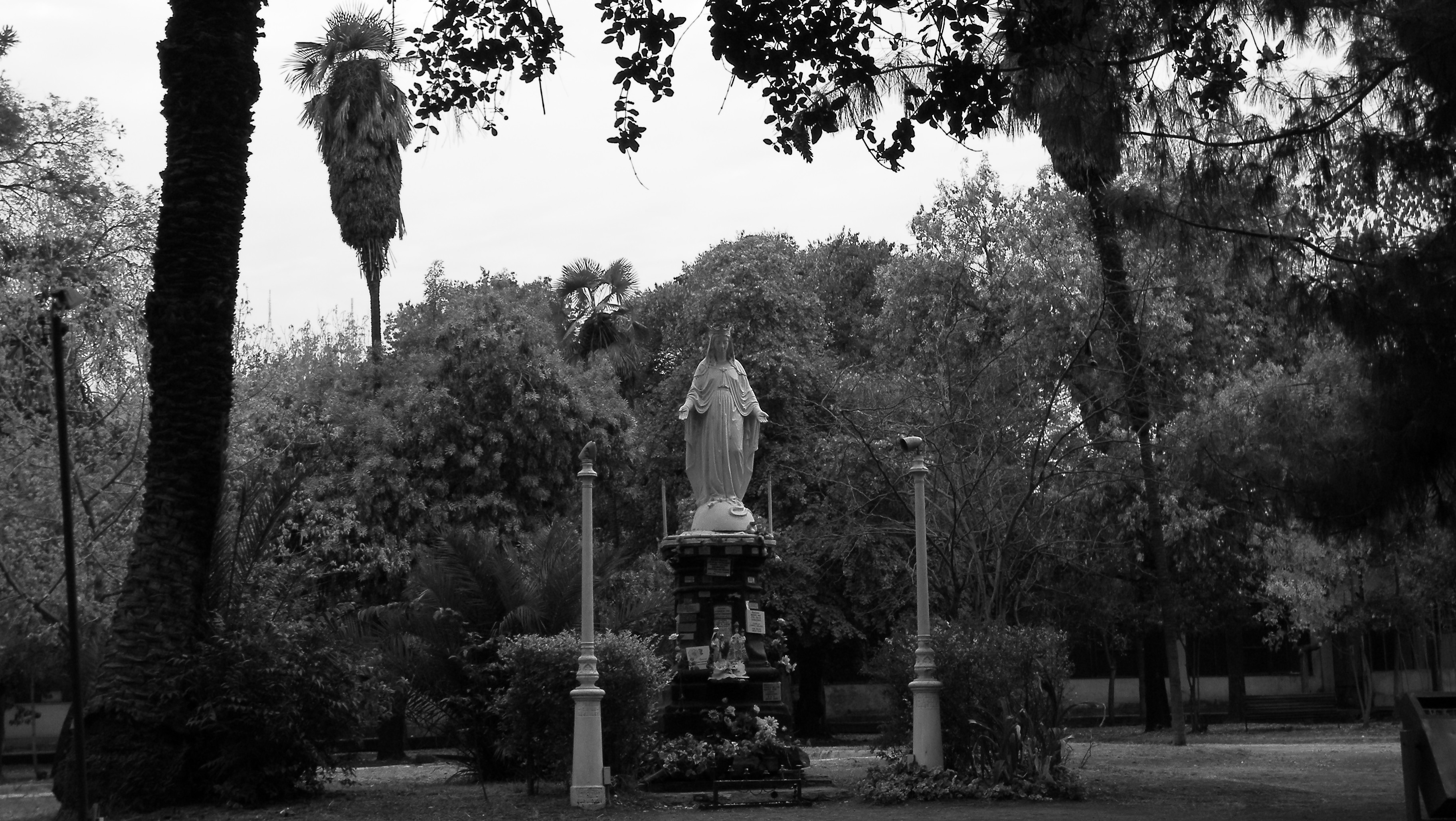
Imagen de la virgen en patio interior del Hospital Salvador

El año 1872 hay una nueva propagación de la viruela, por lo que el 24 de mayo de 1872 se implementa un lazareto en los terrenos destinados al futuro hospital, ocupando como instalaciones la antigua casa de los Padres Mercedarios, la cual fue adaptada y se implementaron 100 camas para acoger a los enfermos. Sin embargo, la cantidad de enfermos era tan alta que se vieron obligados a implementar en el predio dos carpas del ejército para recibir 30 camas cada una. Los primeros médicos a cargo de atender el lazareto fueron los doctores Ernesto Vaniza, Valentín Saldías, Alfonso Valderrama y Benito García Fernández, dando atención a más de 900 variolosos, cuya tasa de mortalidad era cercana al 50%.
Por su parte las obras del futuro hospital fueron encargadas al arquitecto Carlos Stegmöller, quien estaba a cargo del Hospital San Vicente de Paul. Sin embargo, los diseños fueron finalmente ejecutados por el arquitecto Ricardo Brown quien hizo entrega de 33 planos en noviembre de 1872. La junta con ayuda de los arquitectos Fermín Vivaceta y José Rodrigo quienes realizan observaciones y sugieren cambios para adoptar una forma elíptica en el diseño de los pabellones. Sin embargo la propuesta no se aprobó y el proyecto quedó con el diseño de Ricardo Brown.

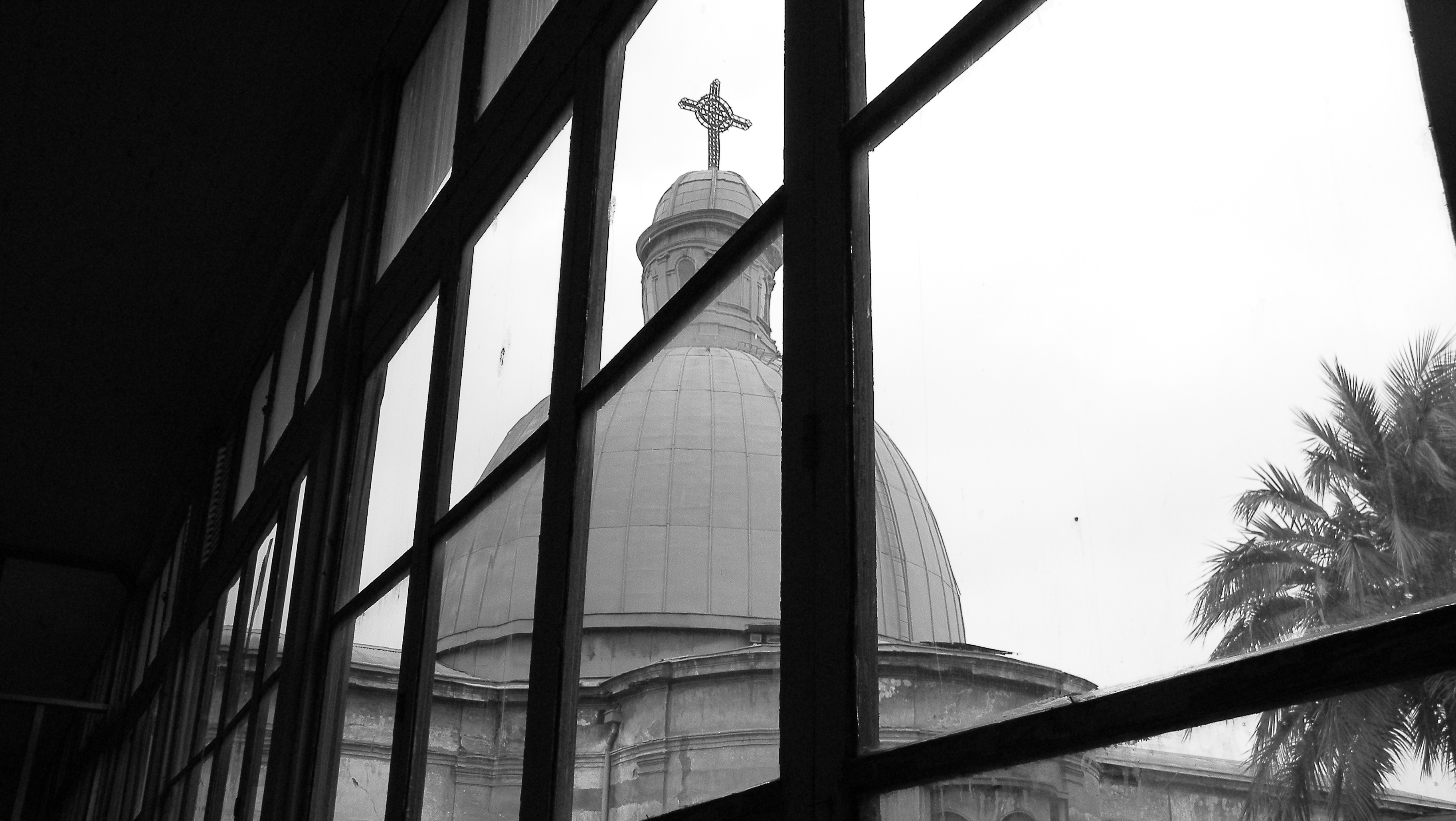
Cúpula de la capilla del Hospital Salvador

El año 1873 se inician las obras del nuevo hospital con cinco "barracas" de dimensiones 40 m de largo por 20 m de ancho y 7 m de altura cada una, separadas por patios de 40 m de largo y 15 m de ancho cada uno, con capacidad para albergar 100 catres de fierros. Además se levantan dos galpones adicionales con materiales ligeros. En 1876 con materiales que habían sido utilizadas en la exposición de 1872, se levantan otros cinco galpones, obras confiadas a Francisco Robinson. En 1876 vuelve a surgir otra epidemia de viruela y el Salvador vuelve a funcionar como lazareto destinado a mujeres en los cinco galpones recién construidos. Estas construcciones fueron consideradas en la época como "malas e insalubres". En esta última epidemia se asistieron a 2332 enfermas de las cuales 895 fallecieron. Se solicitó el apoyo de las Hermanas de la Caridad quienes atendieron a los enfermos y colaboraron en el diseño de la capilla. Estuvo a cargo Sor Cerafina y los padres Antonio como redentorista y el presbítero Félix J Ávila. Llegan a prestar servicio los médicos Carlos María Leiva, Daniel Herrera, Aníbal Ravest y Sandalio Letelier.
En 1879 vuelve a surgir otra epidemia de viruela, y debido a que pudo controlarse se debieron levantar tres salas nuevas para albergar a los enfermos, la obra estuvo a cargo del arquitecto Manuel Velasco de la dirección de obras de la municipalidad de Santiago. Dada la mala calidad de las construcciones en el invierno del año 1880 se derrumba la sala "San Miguel" y se volaron las techumbres de zinc, en estos hechos fallecen dos enfermos y cinco quedan heridos. Al siguiente año 1881 nuevamente una tormenta en Santiago deja estragos con la voladura de techos de las tres salas nuevas. El Salvador sigue funcionando como lazareto en los años 1882 y 1883. 
Hasta 1886 El Salvador funcionaba como lazareto mientras que el hospital San Vicente de Paul funcionaba como hospital general y es en este año se realizan mejoras como la instalación de calefacción en la salas y servicios higiénicos. En agoto de 1887 un nuevo temporal de lluvia y viento causa estragos en el lazareto. A raíz de estos daños la Junta de Beneficencia decide no continuar con la asistencia de personas enfermas de viruela sino que destinarlo a enfermos crónicos y enfermos crónicos que serían trasladados del Hospital San Francisco de Borja. Se demolieron las salas ruinosas y se reparó la antigua casa de la chacra; las obras estuvieron a cargo de Víctor H. Villaneuve de la Dirección de Obras Públicas. 
En el año 1888 se diseñó un nuevo proyecto, siendo autorizada su construcción cuatro años más tarde bajo la dirección del arquitecto Carlos Barroilhet. El 31 de enero de 1889 se dictó una ley que destinó 20 mil pesos para las obras del nuevo hospital. Desde ese momento pasó a llamarse propiamente como hospital.
Las obras propuestas por Carlos Barroilhet no se concretan, en cambio Villaneuve entrega a la Junta de Beneficencia los planos definitivos del hospital el mismo año 1889. Estas incluían 10 salas en el sector norte, 10 salas en el sector sur, ambos sectores separados por una iglesia, un comedores, cocina, sala de costura, oficina del médico, habitaciones del capellán y espacios comunes.

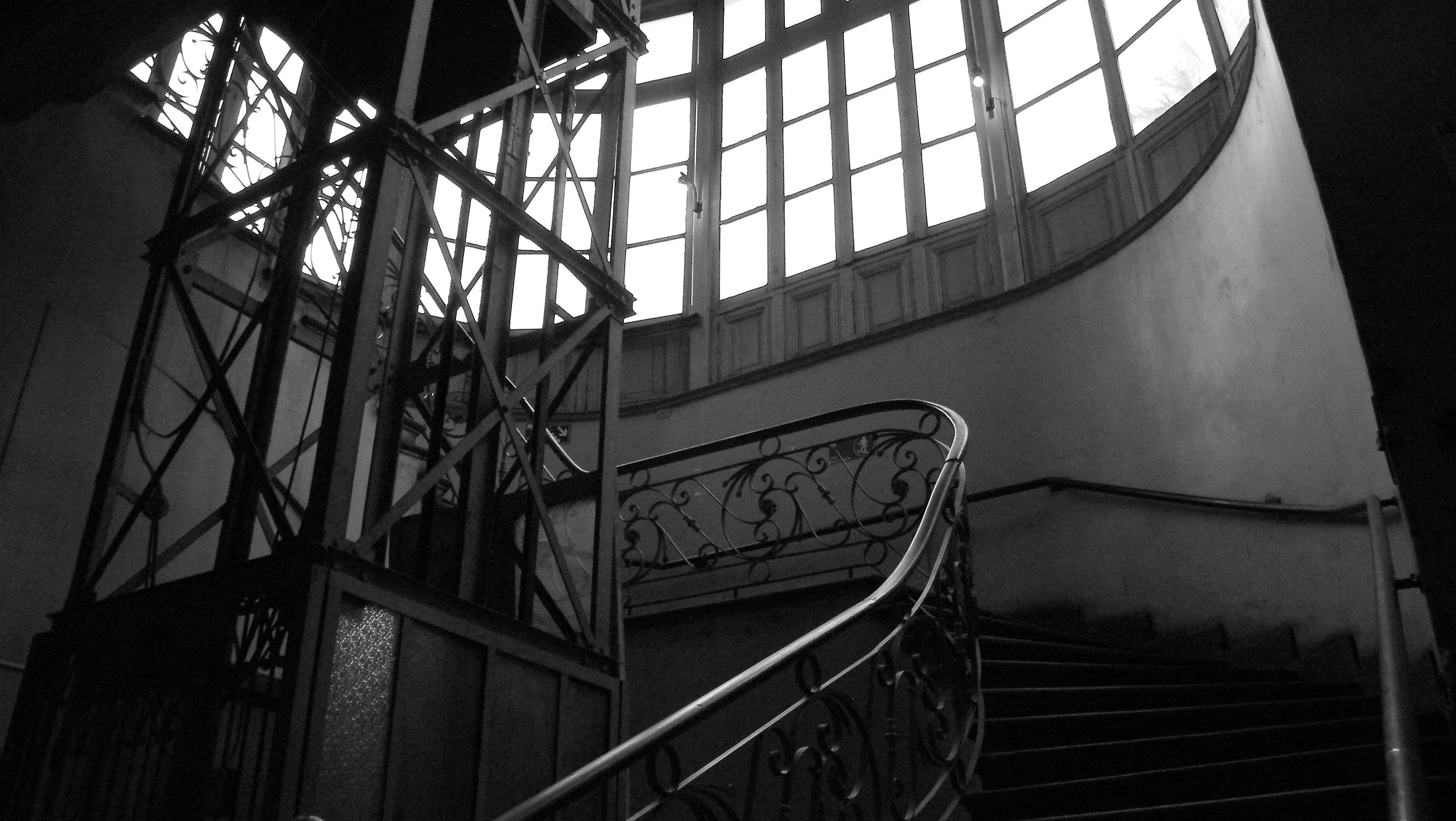
Escalera y elevador antiguo del Hospital Salvador

La construcción de las dos primeras salas se realiza entre los años 1889 y 1890 con los nombres "Sala del Sagrado Corazón" y "Sala del Sagrario". Ese año se inicia la construcción de tres nuevas salas pero las obras se detienen a consecuencia de la revolución de 1891, las dos salas en funcionamiento reciben a 56 heridos de las batallas de Concón y Placilla. En 1892 se reinician las obras de una tercera sala bajo el nombre de "Sala de Nuestra Señora del Carmen". Las obras se mantienen en estas condiciones hasta 1896, cuando se destinan fondos para la construcción de dos salas más: "Sala de la purísima" y "Sala de Santa Ana", de esta manera se concreta la sección norponiente del hospital. Ese mismo año se entregan recursos para finalizar las cinco salas del ala nororiente del hospital, que se levantan en 1897 y se habilitan para su uso en 1898; estas obras estuvieron a cargo del arquitecto Carlos Barroilhet. Las salas corresponden a: "Sala Dolores", "Sala Santa Teresa", "Sala del Tránsito", "Sala Nuestra Señora de las Mercedes" y "Sala del Salvador". De esta manera queda finalizado el sector norte del Hospital.
En 1900 se destinan recursos para realizar las obras de la cocina, bodegas y comedores ubicadas en el sector central y se inicia la construcción de las primeras salas del sector sur: "Sala San José" y "Sala San Vicente". Entre 1902 y 1903 se levantan las ocho salas restantes, la botica, la comunidad, la iglesia y otras obras, quedando habilitadas ese mismo año.
El 22 de diciembre de 1903 la Junta de Beneficencia regulariza la adquisición de predios ubicados al sur y que habían pertenecido a los señores Barrainca, que en ese año pertenecían a Noemí Moreau, sumando 29 000 metros cuadrados de terreno.

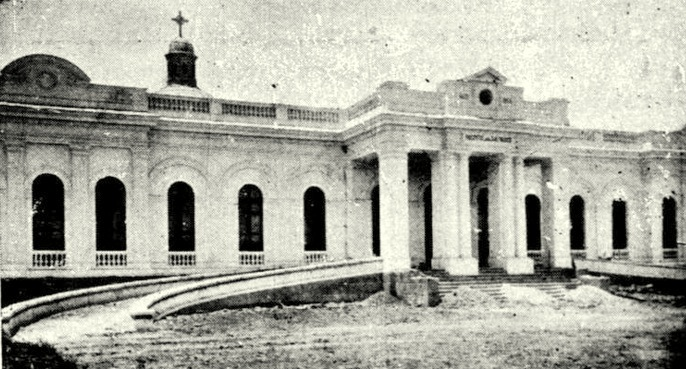
Fachada Hospital Salvador en 1903

En 1903 se inician las obras de la Maternidad, ubicada en el sector norte del predio, junto al parque central o jardín histórico a cargo del arquitecto Carlos Barroilhet. Las obras en la Maternidad finalizaron en 1904 y se organiza esta sección bajo la dirección del doctor Eduardo Sepúlveda, quien  introdujo el servicio de parto a domicilio. Además se implementa un centro docente de matronas dirigido por el doctor Frías.
En 1905 se terminan las obras del Hospital del Salvador, con capacidad para albergar un total de 600 enfermos; al año siguiente en 1906 comienza la instalación de los desagües. Las obras se inauguran y se mantendrían en esta condición hasta 2017 bajo la misma planta original. Las salas "Sagrado Corazón" y "Sagrario" que estaban destinadas solo a mujeres son divididas por la Junta de Beneficencia, de acuerdo a las patologías de las pacientes.

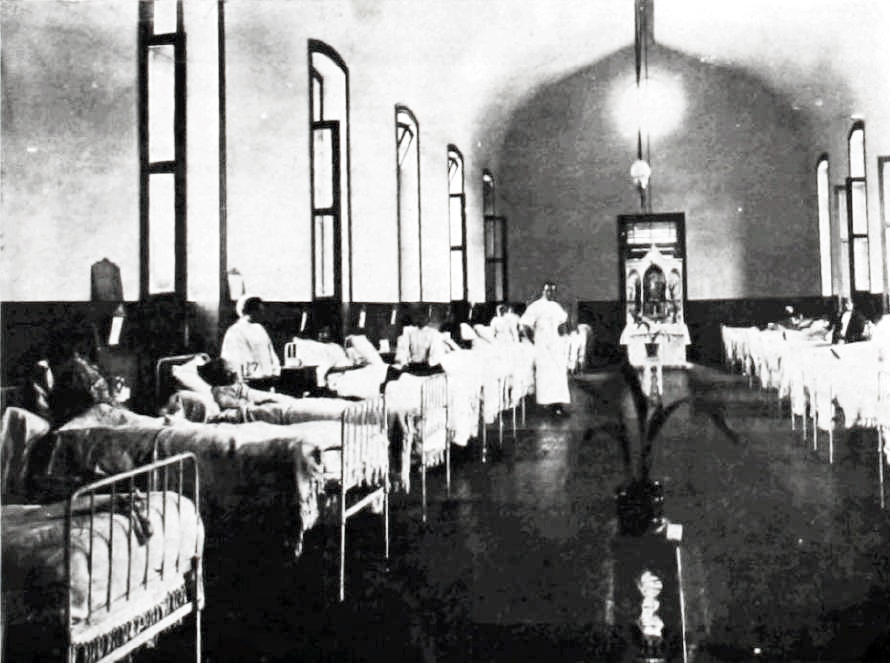
Sala de Mujeres. Hospital Salvador en 1911

En 1915 a la Maternidad se le incorporan la Salas "Dolores" y "Carmen" bajo la administración de Daniel Bernales quien establece una división en dos secciones, una a cargo del doctor Sepúlveda y otra a cargo del doctor Monckeberg. En el año 1917 Monckeberg agrega a la estructura el servicio de pensionado al establecer diez habitaciones con baño privado, siendo el inicio de la atención privada.
Para inicios del siglo XX, se contaba con diez salas de especialidades: dos para pacientes incurables, dos para tuberculosas, dos para cancerosas y cuatro para enfermedades comunes. Esta distribución llevó a un cambio en la estructura de la organización con una especialización del personal médico según sección. En 1921 el doctor Vicencio propone organizar el servicio en un jefe y ayudantes por sección, esto se materializa al año siguiente por el doctor Alejandro del Río.
El terremoto de 1985 destruyó parte del frontis del hospital, siendo posteriormente restaurado. 

### Declaración como Monumento Nacional

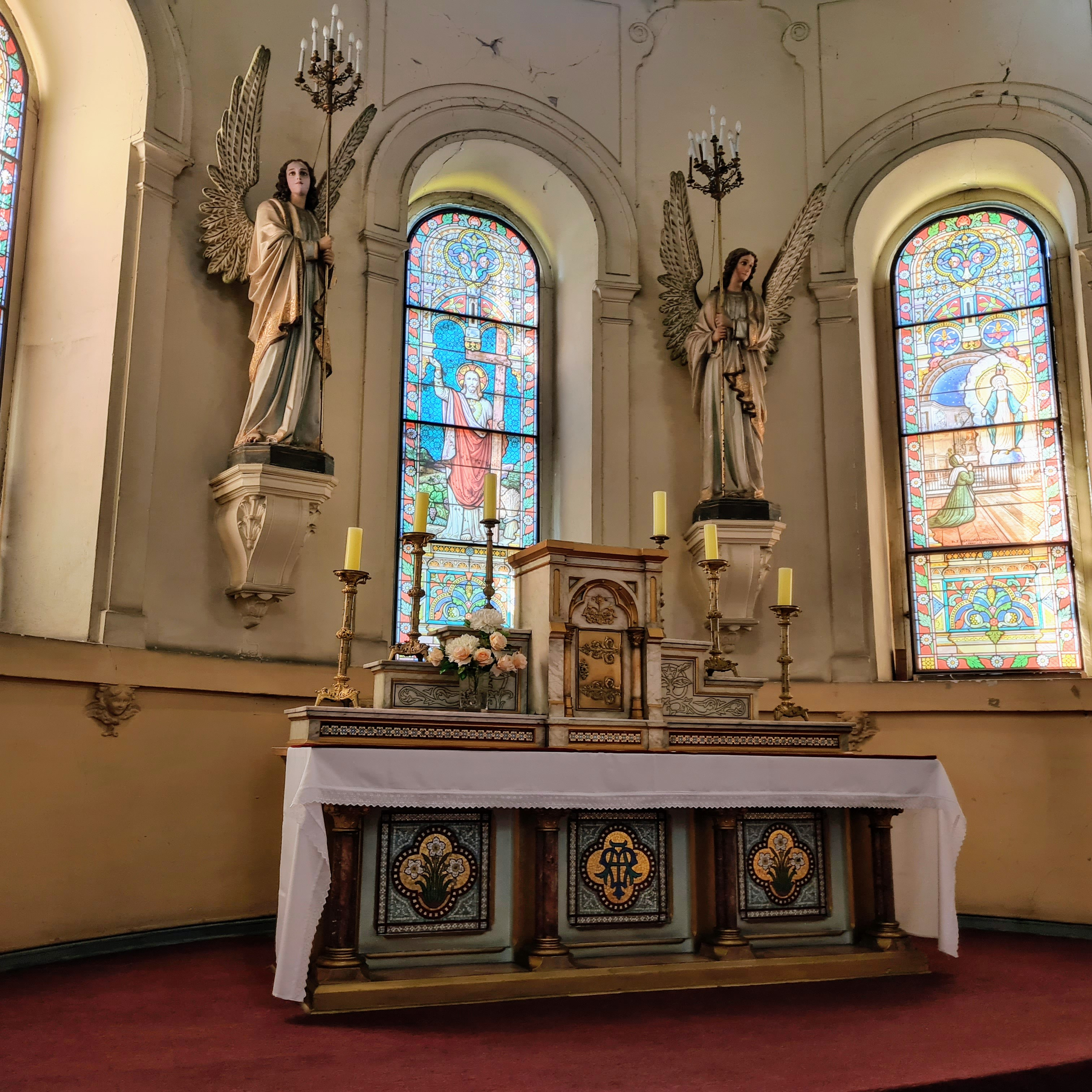
Capilla Hospital Salvador declarado Monumento Histórico

El Consejo de Monumentos Nacionales en sesión realizada el 3 de abril de 1985 decide declarar al inmueble ubicado en avenida Salvador N°364, Providencia como Monumento Nacional en categoría de Monumento Histórico que comprende la fachada fachada principal, el primer patio de la capilla, el segundo patio de la comunidad con los edificios circundantes, estableciendo además un perímetro en un plano anexo al decreto. 
La capilla del Hospital Salvador es una construcción de estilo neoclásico con arcos de medio punto, se diseñó con base en una planta de cruz griega sobre la cual se elevaron tres naves en forma de cañón corrido, y se encuentra rematada por una cúpula de estilo renacentista. Su acceso principal se encuentra por uno de los patios interiores del recinto además de dos accesos interiores. Los tres accesos tienen un portal con dos columnas. Su construcción se realizó sobre la base de cimientos de piedra semicanteada con muros de albañilería. El envigado de piso utilizó madera de pino oregón al igual que la techumbre, esta última cubierta con láminas de fierro galvanizado.
Los principales atractivos de este recinto religioso son los vitrales provenientes de Grenoble, Francia con imágenes de Santa Rosa, la Anunciación, Santa Catalina; el Salvador, la Vid, las Espigas, Natividad y Crucifixión, su órgano de tubo francés y cúpula que sobresale en el frontis del hospital. 
Fue inaugurada por Monseñor Carlos Casanueva en 1903.
La capilla del Hospital Salvador es usada para actividades culturales, entre las que destacan conciertos, exposiciones de fotografía y visitas guiadas durante el Día del Patrimonio Cultural, varias de estas actividades han sido realizadas por la Corporación Cultural del Hospital Salvador.

### Construcción del nuevo hospital

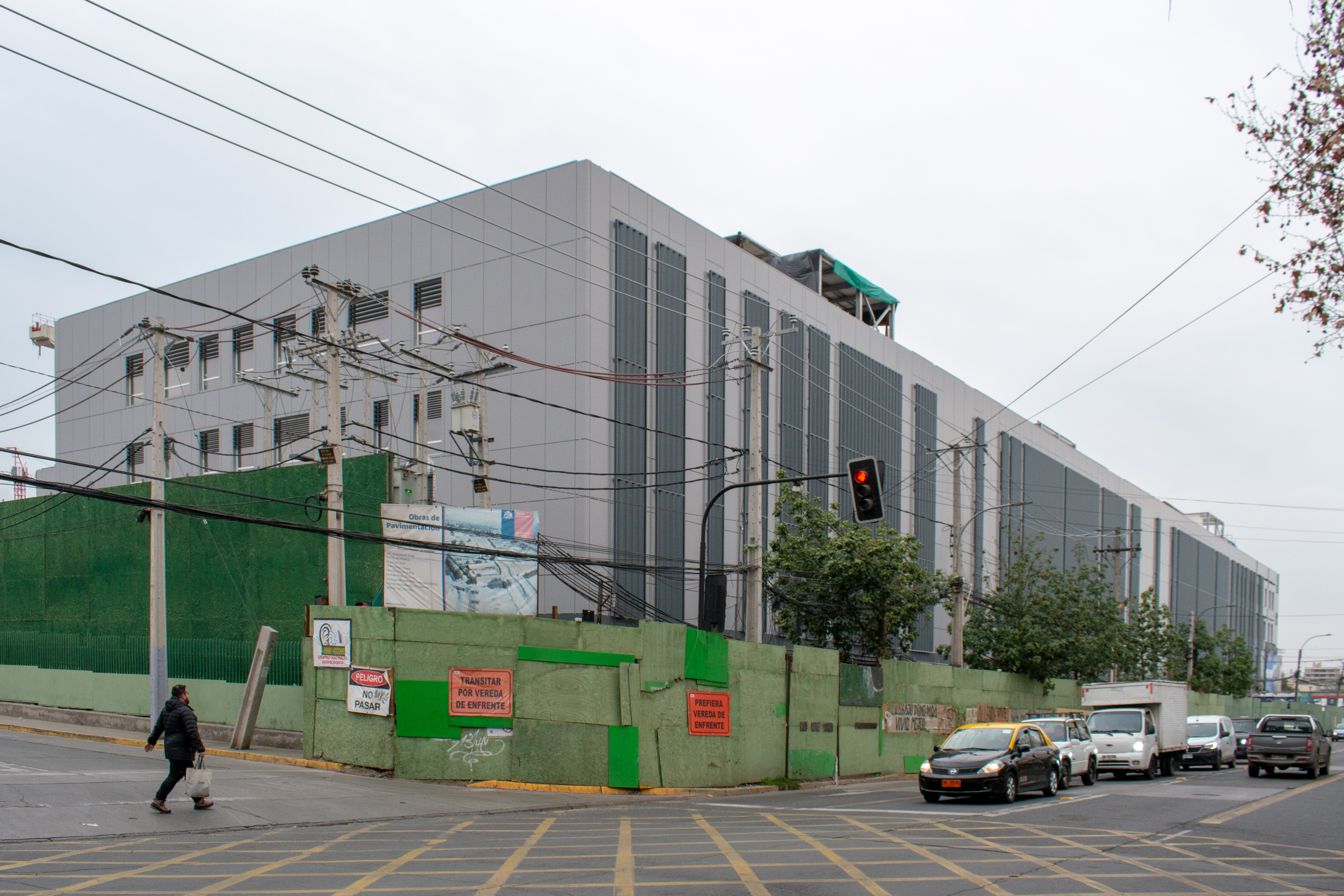
Construcción del nuevo Hospital del Salvador en 2023.

En noviembre de 2013 se realiza el proceso de concesión del Hospital Salvador y del Instituto de Geriatría; la Contraloría tomó razón de la adjudicación en abril de 2014. En los últimos días del gobierno de Sebastián Piñera en 2014, el proyecto fue adjudicado bajo formato de concesiones. A comienzos del nuevo gobierno se realizaron paralizaciones por parte de los trabajadores que mantuvieron paralizadas las obras por más de un mes. Posteriormente, se genera un nuevo retraso para desocupar el ala norte del recinto, el que debía estar listo en abril de 2015, sin embargo esto ocurrió el 29 de julio de 2016 con el 90% del recinto y el restante con entrega para el 28 de octubre de 2016, El traslado contempló las áreas de psiquiatría, anatomía patológica, otorrinolaringología y el laboratorio de microbiología, junto a las oficinas administrativas. El proyecto contemplaba cinco años de construcción con 75 mil metros cuadrados a construir y contaría con 670 camas para 930 mil usuarios.
Tras los hallazgos arqueológicos, la obra se detuvo en 2017 y su construcción se retomó a fines de 2018, las gestiones del Ministerio de Obras Públicas para destrabar proyectos que estaban paralizados. Esta obra que involucra una inversión de 270 millones de dólares, a marzo de 2019 las obras tenían un avance global de 2,34% y el 49% de las excavaciones masivas.
Debido a las restricciones establecidas por la pandemia de COVID-19 se presentaron nuevos retrasos en la construcción, sin embargo a diciembre de 2022 ya existía un avance de un 68% y su entrega se proyecta a fines de 2025. El proyecto contempla tres edificios de cuatro pisos de altura, además de subterráneos para áreas logísticas del hospital y un total de 1487 plazas de estacionamiento además de 26 quirófanos y 373 consultorios médicos.
En 2018 se comenzó a construir el nuevo Hospital del Salvador, que en conjunto con el Nuevo Instituto de Geriatría, aportarán 641 camas, 24 pabellones, 2 salas de angiografía y 375 recintos destinados a box de atención. Su apertura se estimaba para el año 2024.

### Sitio arqueológico
El rescate del sitio arqueológico denominado «Salvador 1» se desarrolló entre los años 2016 y 2017. El proceso de rescate se realizó en 5 etapas: Etapa de Sondeos, Ampliación Etapa de Sondeos, Etapa 1 de Rescate Arqueológico, Ampliación Etapa 1 de Rescate arqueológico y Etapa 2 de Rescate Arqueológico.
La Etapa de Sondeos se realizó en el año 2016, distribuidos en dos campañas realizadas en enero y junio de 2016 que cubrió la mayor parte de la superficie del terreno con excepción de los edificios que estaban aun en funcionamiento como hospital. El informe de caracterización arqueológica de esta campaña fue entregado en agosto de 2016, el cual se basó en 40 pozos de sondeo: 38 de los cuales median 100 x 50 cm y dos pozos de 100 x 100 cm, sumando un total de 21 metros cuadrados excavados. 30 pozos se realizaron en el área de influencia del proyecto que correspondía a los denominados Estacionamientos Noreste, Estacionamientos Noroeste y Patios Interiores Hospital Antiguo que comprende una superficie de 16.647 metros cuadraros incluidos los espacios que ocupaban los edificios que serían posteriormente demolidos para las obras del nuevo hospital. Al interior del sector denominado Patios Interiores del Hospital Antiguo se detecta un subsector que fue denominado Parque Central o Jardín Histórico donde se encontró la mayor parte de los restos prehispánicos. Debido a esto último se realizó la segunda campaña en junio de 2016 con 10 pozos en el extremo sur de este subsector. Cada pozo de sondeo tuvo a su vez una estratificación de cada 10 cm de niveles artificiales. Todo el material extraído fue harneado, medido y fotografiado. El material encontrado se distribuía entre los 130 y 190 cm de profundidad.
La caracterización preliminar del sitio Salvador 1 permitió identificar restos prehispánicos y restos históricos. Estas pudieron ser identificadas preliminarmente al Periodo Republicano, que corresponde al periodo comprendido a mediados del siglo XIX e inicios del siglo XX y al Periodo Agroalfarero Temprano (PAT), entre 300 a. C. a los 1100 o 1200 d. C.
El material descubierto de caracterizó en cuatro componentes: histórico (13,4 %), prehispánico (54,7 %), prehispánico-histórico (13,8 %) y finalmente material de relleno subactual con material prehispánico e histórico disturbado (17,9%). El total del material descubierto en esta etapa es de 3.902 piezas.
Los elementos históricos durante la etapa de caracterización se encontraron: cerámica, tanto alisada como pulida de paredes medianas a muy gruesas, restos óseos de animales de granja como vacunos, ovejas y gallinas, fragmentos de loza, metal y vidrio. Gracias al levantamiento de material documental se identificó este material como previo a que se construyera el hospital histórico. Es decir, entre el periodo de adquisición por parte de los padres de La Merced y la fundación del hospital en 1872 y su posterior demolición en 1886.
La Etapa de Ampliación de Sondeos se realizó en el mes de enero de 2017 con base en la caracterización anterior. Estos trabajos debieron realizarse dado que gran parte de las instalaciones del hospital estaba aun en funcionamiento cuando se hizo la etapa de caracterización o sondeos el 2016. Los retrasos generaron además que se requirieran sondajes en áreas no cubiertas anteriormente. Se realizaron 53 pozos de sondeo de 100 por 100 cm y que abarcó una superficie excavada de 53 m cuadrados. Se levantaron esta vez áreas no cubiertas en el sondaje anterior como el sector este, los pabellones del área oriente del hospital antiguo y los alrededores del edificio de Oftalmología. Estos sectores estaban en funcionamiento al momento de la caracterización el 2016. Durante la etapa de ampliación de sondeos se detectaron rasgos que corresponden a los cimientos de la Sala Santa Teresa construidos en 1897 y demolidos tras el terremoto de 1987. Durante esta etapa de nuevos sondeos se levanta un total de 5.664 piezas. La mayor densidad se registra en el sector denominado Pabellones oriente.
Etapa 1 de Rescate Arqueológico. Esta etapa se realizó en los meses de enero y febrero de 2017. Se intervino una superficie de 840 metros cuadrados con 210 unidades de excavación de 200 por 200 cm. Durante esta etapa de rescate se encontraron 5 rasgos de estructuras adicionales a las excavaciones anteriores. En el sector noreste cercano a Maternidad se encontró un muro de piedra, además un muro estructural en patios interiores del área poniente entre las salas Sagrado Corazón y Nuestra Señora del Rosario. En el sector parque central se halló un muro de piedra canteada y pisos de huevillo. Y otro muro de piedra canteada en el área subcentral del parque. Todas estas estructuras fueron despejadas en la Ampliación de Etapa 1. Durante la Etapa 1 de Rescate se levantaron 130.419 piezas. Entre los restos de osteofauna aparecen restos de camélidos y otros restos de fauna endémica y prehispánica, además restos de quincha. Entre los restos de cerámica se detecta cerámica de la Tradición Bato, Complejo Cultural Llolleo y Cultura Aconcagua que permitió concluir al final de esta etapa que se trataba de un sitio de ocupación doméstica o habitacional. Las fundaciones se identifican como el primer intento de construcción de 1872 y demolido en 1887. Los restos culturales republicanos se asocian al periodo de ocupación de la Clara Barroinza y de la instalación del Lazareto. No se encontraron restos bioantropologicos significativos.
Ampliación Etapa 1 de Rescate arqueológico. Esta ampliación de la etapa 1 se inicia en mayo de 2017 y se libera en diciembre, tuvo por objetivo el despeje de las estructuras encontradas en la etapa 1. Se intervino una superficie de 1.063 metros cuadrados (164 metros cuadrados estudiados en la etapa 1). En esta etapa se concluye que los pisos de huevillo despejados correspondían al periodo 1888 a 1910.
Etapa 2 de Rescate arqueológico se desarrolla entre los meses de julio a diciembre de 2017. Se concentran los trabajos en el sector oeste (área de oftalmología). Se excavaron 9 pozos de 200 por 200 cm, con un total de 36 metros cuadrados que incluyeron el despeje de dos rasgos de estructuras, aquí se extrajeron 2.223 restos arqueológicos. Además, se intervino el sector de patios y pabellones oriente con 28 metros cuadrados de excavaciones y además un rasgo de estructura en el subsector de psiquiatría o Sala Santa Teresa. Durante el despeje de estos último se encuentran restos bioantropologicos prehispánicos se intervienen 93 metros cuadrados en el sector de las estructuras y 340 metros cuadrados en el sector funerario. También se detectan en esta etapa cerámica prehispánica del periodo tardío o inca local en el sector oriente.  Las excavaciones en el área funeraria bajo las antiguas dependencias de Psiquiatría (ex sala Santa Teresa) se desarrollaron entre agosto y noviembre de 2017 y requirió la realización de 73 unidades de rescate y 29 unidades de ampliación y su levantamiento o rescate se realizó entre los meses de septiembre y diciembre de 2017. Solo en el sector de Psiquiatría se levantaron 23.523 restos culturales. Es en esta etapa que los análisis de cerámica prehispánica incorporan a Comunidades Alfareras Iniciales (CAI) a los restos ya detectados de cerámica Bato y Llolleo. Durante esta etapa de rescate se levantaron además 43 cuerpos en las dependencias del subsector de psiquiatría, que corresponden al periodo prehispánico, con un total de 23 cuerpos incompletos, 16 cuerpos completos y 4 individuos casi completos. La mayoría de los cuerpos fueron encontrados en posición flectada: 11 flectados hacia el lado izquierdo y 9 hacia el lado derecho. 14 cuerpos no fue posible determinar su posición dada la disturbación antrópica que presentaba el sitio por obras anteriores. Respecto al tramo de edad, 25 cuerpos correspondían a personas adultas entre los 20 y 50 años. Además de 10 individuos subadultos entre los 6 y 20 años, 2 infantes entre 2 y 6 años de edad y tres lactantes entre 0 y 2 años. Tres individuos no fue posible identificar su edad en esta etapa. Respecto al sexo se identifico inicialmente 7 individuos de sexo femenino y 4 de sexo masculino, se espera que los trabajos de laboratorio arrojen más resultados. El trabajo posterior en laboratorio se reconocería un total de 45 individuos de este cementerio, incluido un no nato en la cavidad pélvica de un subadulto.
Todos los antecedentes hasta esta etapa permiten identificar este cementerio al Periodo Agroalfarero Temprano (PAT) y principalmente a la tradición Bato. Solo dos individuos encontrados podrían pertenecer al complejo cultural Llolleo. Los estudios de radiocarbono sitúan los cuerpos en un periodo de 900 años que va desde 60 a. C. y 30 a. C. hasta los 892 y 990 d. C. Se concluyó inicialmente que el área SE de Psiquiatría correspondía a un uso preferentemente funerario más que a un sitio doméstico-residencial. Sin embargo, en otros sectores excavados se encontraron restos que podrían indicar un sitio de uso doméstico cercano.
La cerámica rescatada en la totalidad del sitio corresponde a 155788 piezas de cerámica, de las cuales se concluyó que solo el 4,46% de ésta correspondía a restos históricos, 95,48% a restos prehispánicos y los restantes como posible histórico o indeterminado.
Entre los restos prehispánicos la mayor parte son atribuibles al Período agroalfarero temprano (PAT), tradición Bato o Llolleo, sin embargo, en algunos sectores excavados aparecieron restos que corresponden al Periodo Intermedio Tardío (PIT) correspondiente a cultura Aconcagua y también al Período Tardío (PT) o de contacto Inca, estos últimos se atribuye a vasijas de creación local con influencia inca y diaguita.
Otros elementos prehispánicos encontrados en el sitio Salvador 1 incluyen conanas y manos de moler, pipas de cerámica, tembetás, orejeras, restos de camélidos, el cráneo de un cánido y restos de calabaza. Por su parte, entre los restos históricos históricos se encuentran cerámica, vidrio, loza, monedas y un casquillo de bala.